# Таро Кацура
Вижте пояснителната страница за други личности с името Таро.
Таро Кацура (太郎桂) е японски офицер и политик.
Той е сред основоположниците на съвременната японска армия, заемал 3 пъти поста министър-председател на Япония. Основните му заслуги, начело на правителството, са в това, че в резултат на агресивната му външна политика Япония с издига като една от основните сили в Далечния изток. Авторитарният му стил на управление и грижата основно за нуждите на армията, обаче го превръщат и в един от най-непопулярните сред народа японски премиери. Кацура е най-дълго управлявалият министър-председател в историята на Япония и първият, който е принуден да подаде оставка, след гласуван вот на недоверие срещу него в парламента.

## Кариера в армията
Таро Кацура е роден на 4 януари 1848 г. в семейсвото на самурай от клана Хаги в княжество Чошу. Първоначално служи в отряда на Шиндзаку Такасуги – „Кихетей“, с който участва в сражения срещу войските на шогуната Токугава (Бошинската война). През 1869 г. заминава за Токио, където изучава френски методи за военна подготовка, а по-късно се записва в школата за чужди езици в Йокохама. През 1870 г. Кацура е изпратен да учи военно дело в Париж и се завръща в Япония през 1873 г. В 1875 г. е назначен за военен аташе в Германия. През 1879 г., при активното участие на Кацура, започва реформирането на японската армия, като в същото време тече и идеологическа подготовка за „неизбежността от война с Китай“. Същата година, като началник на Западния (Кансайски) отдел на Генералния щаб, той е изпратен в Северен Китай да проучи обстановката, а резултатите от това пътуване са изложени по-късно в книгата му „Военната тактика по отношение на Китай“. В 1883 г. Кацура съпровожда военния министър Ивао Ояма при опознавателната му обиколка в няколко западноевропейски страни. В 1885 г. той е произведен в чин генерал-майор, а от 1886 г. е назначен за зам.-министър на войната. На този пост Кацура отделя особено внимание на изучаването и внедряването на германския опит в японската армия. При непосредственото му участие се провежда реорганизация на военното командване, създават се нови гарнизони и армийски части. През 1890 г. Кацура става генерал-лейтенант. В началото на Първата японско-китайска война от 1894 г. Кацура е назначен за командващ Трета дивизия и участва в боевете, заедно с главнокомандващия генерал Аритомо Ямагата. Тази военна част остава във военната история със знаменития си зимен преход от североизточния бряг за Жълто море до Хайчън, окупирайки Ниучан и подсигурявайки връзката с Втора армия, напредваща към Ляонинския полуостров.

## Политическа кариера
В 1890 г., като член на бюджетната комисия при парламента, Кацура успява да прокара бюджета на армията, независимо от ожесточената съпротива от страна на опозицията и народните партии. Това му спечелва репутацията на ловък политик. След края на Първата японско-китайска война (1894 – 1895) на Кацура е присвоена титлата шишаку (вицеграф) и е изпратен за втори генерал-губернатор на Тайван, но остава на острова сравнително кратко – от 2 юни до октомври 1896 г. След завръщането си в Япония е назначен за министър на войната в третото правителство на Хиробуми Ито – пост, който запазва във втория качинет на Аритомо Ямагата и четвъртия на Хиробуми Ито. В 1900 г., в качеството си на военен министър Кацура, подписва заповедта за изпращане на японски войски в Пекин за потушаване въстанието на ихътуаните и освобождаване на обсадените чуждестранни легации.

### Първо правителство на Кацура
Първото правителство на Таро Кацура встъпва в длъжност на 2 юни 1901 г. и управлява до 7 януари 1906 г. Във външнополитически план то провежда изключително агресивна и акспанзионистична политика, стремейки се да разшири японските сфери на влияние на континента. Така в 1902 г. Кацура сключва съюз с Англия, чиято цел е да осигури дипломатическа подкрепа за подготвяната война с Русия. Самата война започва на 9 февруари 1904 г. и приключва за около година с победа на Япония. На 29 юли 1905 г. Кацура се среща с министъра на отбраната на САЩ Уилям Тафт и двамата подписват т.нар. Споразумение Кацура-Тафт, осигуряващо на практика ефективен японски контрол над Корея. Самият Кацура изразява надежда, че за запазване мира в Далечния изток е необходим съюз между Япония, Англия и САЩ. За заслугите си във външната политика Кацура е издигнат от император Мейджи в ранг маркиз. Не толкова успешна обаче е политиката на Кацура във вътрешен план, където той е убеден консерватор, опитващ се, също като своя патрон Аритомо Ямагата, да се дистанцира, колкото се може повече от парламента и смятащ се за отговорен единствено пред императора. Тези му възгледи обаче го правят заклет враг на друг влиятелен политик и от тази епоха – Киммочи Сайонджи, с когото се бори за върховенство в парията на мнозинството в парламента – Риккен Сейюкай. През септември 1905 г. в Япония започват народни вълнения, повод за които става подписването на Портсмутския мирен договор с Русия, както и тежките условия на живот и увеличаването на цените. При безредиците в Токио са разбити редакциите на пет вестника, подпалена е резиденцията на вътрешния министър. Това принуждава политическите кръгове в Токио да потърсят изход в отстраняването на Кацура от премиерския пост, и в резултат на сделка между Такаши Хара и Киммочи Сайонджи, на 7 януари 1906 г. правителството на генерала е принудено да подаде оставка.

### Второ правителство на Кацура
Второто правителство на Кацура идва на власт на 14 юли 1908 г., когато на дневен ред е анексията на Корея, и на него се възлагат големи надежди за по-нататъшно усилване на въоръжените сили, и осъществуване на активна външна политика на континента. Това е постигнато със сключването на Японско-корейския договор за анексия (1910). Друг външнополитически проблем, пред който се изправя по това време Кацура е Синхайската революция в Китай. Премиерът се изказва в подкрепа на свалената династия Цин, и макар че това мнение не е споделено от множество цивилни лидери, Кацура го използва, за да ускори милитаризацията на страната. Приета е дори програма, според която в периода 1907 – 1921 г. за военни нужди трябвало да се отделят над 650 млн. йени. Ръстът на военните разходи обаче е постигнат за сметка на увеличаване на данъчното бреме, което на свой ред води и до увеличаване на народното недоволство. Кацура се опитва да овладее ситуацията, като инициира жестоки гонения срещу социалисти и ръководители на работническото движение. През лятото на 1910 г. срещу японските революционери, водени от Денджино Котоку, е използвано т.нар. „дело за покушение срещу императора“, в резултат на което са екзекутирани 12 души, мнозина други са осъдени на каторга. Суровите мерки на Кацура срещу работническото движение обаче не само не успокояват общественото мнение, а напротив – засилват критиките към него. В резултат той е принуден да подаде оставка, след което е назначен за пазител на императорския печат и генро. През 1912 г. Кацура предприема пътуване в Европа, и първата му спирка е в Петербург, където обсъжда с руския външен министър положението в Манджурия. Програмата на генерала обаче е променена и той е принуден да се върне в Япония, когото получава известие за смъртта на император Мейджи (Муцухито) на 30 юли 1912 г. След пристигането си в Токио, Кацура е назначен на за пазител на императорския печат и генро.

### Трето правителство на Кацура
Третото правителство на Кацура е сформирано на 21 декември 1912 г. и остава на власт само два месеца. Още обявяването на решението за неговото назначаване на поста предизвиква вълна от недоволство сред опозицията, известна под името Политическа криза от ерата Тайшо, тъй като е възприето като заговор на генро да премахнат конституционото управление в Япония. Вместо да се опита да намери компромис с противниците си, Кацура създава собствена партия – Риккен Дошикай, в опит да си осигури политическа база. Тези му действия обаче не довеждат до кой знае какъв резултат, тъй като решението на Кацура отново да увеличи данъците води до масови безредици и сблъсъци между полиция и демонстранти в Токио, Осака, Хирошима и други големи градове. Парламентарната опозиция също се обединява срещу кабинета, а Кацура се обръща за помощ към императора, но в резултат губи окончателно подкрепата от страна на генро. Така, на 20 февруари 1913 г. Кацура е принуден да подаде оставката на своя кабинет, след като за първи път в японската история парламентът изказва недоверие към действащ премиер. Това се оказва сериозен удар за Кацура, от който той не успява да се възстанови до смъртта си, настъпила на 10 октомври същата година.